# 法社会学
法社会学（ほうしゃかいがく、英: sociology of law、legal sociology、独: Rechtssoziologie）は、法に関する社会学。法制度と社会の関わりを分析する学問分野。基礎法学の一つである。村山眞維・濱野亮『法社会学（第3版）』（有斐閣、2019）によれば、『「法社会学」は、社会現象としての法の存在形態や作用、および法と他の社会現象との因果関係を経験科学の方法を用いて解明しようとする社会科学の一分野である。』とされている。

## 概要
法社会学は、社会における実体法・法制度がどのように現実に作用して、現実に人々がどのように反応しているのかについての状況を分析して明らかにすることによって」、立法や現行法の運用の改善に応用することを目的とする。例えば、「日本は諸外国と比べて訴訟が少ないといえるか。いえるとすればそれはなぜか。」というテーマの研究は法社会学の領域であり、この点について、「日本において訴訟は少ないが、その理由は日本人が訴訟を好まないからであって、訴訟以外の紛争解決手段があればもっと多く利用される。」との分析がなされば、これを応用して司法制度改革においてADR等の制度を導入すべきとの提言をすることになる。

## 日本における法社会学
日本の法社会学に先鞭をつけたのは末弘厳太郎である。末弘は、アメリカ留学時代に研究した社会学の成果を法解釈学に持ち込み、オイゲン・エールリッヒにならい実生活に内在する「生きた法」と国家が制定した「法律」を区別する立場から大正末期から昭和初期にかけて他に先駆け多数の論文を発表して法社会学の基礎を築いた。末弘は、「生きた法」である判例を研究し、その成果を「法律」の解釈に反映させることを主張した。この主張は、社会にある現実の紛争を分析することによってその成果を現行法の運営の改善に応用するものであり、法社会学の法解釈論における一応用であるといえる。その地位は、我妻栄を通じ、その弟子である川島武宜 、星野英一らへと承継され、現在も活発に議論がなされている。
上掲の流れとは別に戦後マルクス主義の立場から渡辺洋三ら多数の学者が研究を始めて隆盛し、長谷川正安、家永三郎らに影響を与えて、来栖三郎と第一次法解釈論争を引き起こすなど活発な議論がなされたが、その後学問としては没落した。